# Zvučni palatalni frikativ
Zvučni palatalni frikativ glas je koji postoji u nekim jezicima, a u međunarodnoj fonetskoj abecedi za nj se rabi simbol [ʝ].
Glas ne postoji u hrvatskome standardnom jeziku, ali sličan je glasu u riječi grožđe ([ʑ]) koji je alofon glasa /ʒ/.
Pojavljuje se u grčkome, južnim narječjima talijanskoga, nekim govorima paštunskih jezika, asturleonskom i drugima. Alofon je glasa /j/ u mađarskome, ruskom (u naglašenu govoru), švedskom i drugim.
Karakteristike su:
- po načinu tvorbe jest frikativ
- po mjestu tvorbe jest palatalni suglasnik
- po zvučnosti jest zvučan.